# Raoul Rodriguez
Pour les articles homonymes, voir Rodriguez.
Raoul Rodriguez, né le 1er février 1963 à Ann Arbor, est un rameur d'aviron américain. 

## Carrière
Raoul Rodriguez participe aux Jeux olympiques de 1988 à Séoul et remporte la médaille d'argent avec le quatre sans barreur américain composé de Thomas Bohrer, Richard Kennelly et David Krmpotich.